# فوسفوإينول حمض البيروفيك
فوسفوإينول حمض البيروفيك (يرمز له اختصاراً PEP) هو مركب كيميائي له الصيغة C3H5O6P ينتمي إلى مجموعة الأحماض الكربوكسيلية المشتقة؛ ويسمى ملحه فوسفوإينول بيروفات.

## الأهمية الحيوية
لملح فوسفوإينول بيروفات أهمية حيوية، وله أعلى قيمة لطاقة الرابطة من مركبات الفوسفات (61.9 كيلوجول/مول) في الكائنات الحية، ويدخل في عملية تحلل السكر وتخليق الغلوكوز. كما يكون للمركب أهمية خاصة في النباتات، إذ يدخل في دورات التخليق الحيوي للعديد من المركبات العضوية العطرية وفي تثبيت الكربون؛ كما له أهمية في البكتريا كمصدر للطاقة في عملية انتقال مجموعة فوسفوإينول بيروفات PEP group translocation.

### تحلل السكر
يتشكل فوسفوإينول حمض البيروفيك PEP من أثر إنزيم الإينولاز على 2-فوسفو حمض الغليسيريك؛ ويؤدي استقلاب PEP إلى تشكل البيروفات وذلك بتحفيز من إنزيم بيروفات كيناز (PK) إلى تشكيل جزيء من أدينوسين ثلاثي الفوسفات (ATP) بواسطة عملية فسفرة على مستوى الركازة Substrate-level phosphorylation.

### تخليق الغلوكوز
يتشكل فوسفوإينول حمض البيروفيك PEP من تفاعل نزع كربوكسيل من حمض أكسالوأسيتيك وحلمهة جزيء من غوانوسين ثلاثي الفوسفات (GTP).
يحفز التفاعل بواسطة إنزيم فوسفوإينول بيروفات كربوكسيكيناز (PEPCK)؛ كما يعد هذا التفاعل مرحلة محددة لمعدل عملية التخليق ككل.

### في النباتات
اقترح أن يكون مركب فوسفوإينول حمض البيروفيك PEP أحد المركبات الطلائعية في تحضير حمض الكوريسميك عبر حمض الشيكيميك.

## اقرأ أيضاً
- حمض البيروفيك